# 尚永丰
尚永丰（1964年6月—），男，甘肃通渭人，中国生物化学与分子生物学家，中国科学院院士，中共党员，曾任先后担任天津医科大学校长和首都医科大学校长。现任杭州师范大学校长。

## 简历
1986年毕业于甘肃农业大学兽医系，1989年在中国兽药监察所获硕士学位，1999年在美国宾夕法尼亚州立大学获博士学位，1999至2002年在美国哈佛大学进行博士后工作。2001年至2002年被哈佛大学医学院聘为讲师；2002年至2011年任北京大学基础医学院教授、生物化学与分子生物学系主任、博士生导师、北京大学医学部肿瘤中心副主任、长江学者等职务。
2009年当选为中国科学院院士。
2011年8月至2016年12月任天津医科大学校长、党委副书记（后由颜华接任）。
2016年10月至2019年6月任首都医科大学校长、党委副书记（后由饶毅兼任）。
2019年6月后调回北京大学工作。
2019年12月任杭州师范大学校长。